# سینماتوگراف

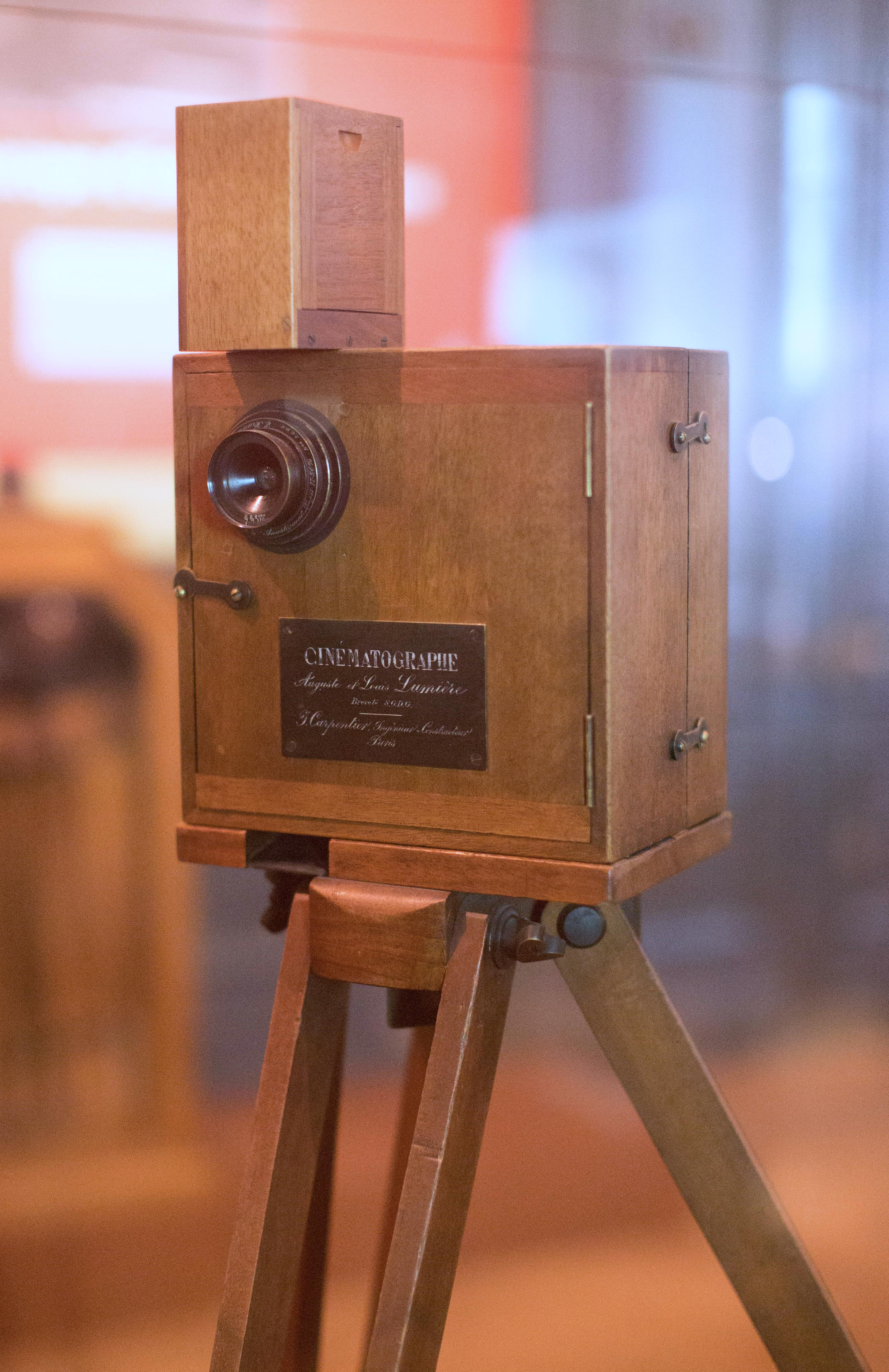
سینماتوگراف برادران لومیر در مؤسسه لومیر، فرانسه

سینماتوگراف (انگلیسی: Cinematograph یا Kinematograph) اصطلاحی بوده که ابتدا به بعضی از ابزار های مورد استفاده در فیلمبرداری داده شده است. در گذشته از این اسم برای نام بردن از دوربین فیلمبرداری، آپارات سینما و دستگاهی کامل که شامل چاپ‌گر نیز باشد، استفاده می شده است.(مانند سینماتوگراف برادران لومیر)

## تاریخچه
دستگاهی با این نام اولین بار توسط لئون بولی اختراع و با نام «سینماتوگراف لئون بولی» در ۱۲ فوریه ۱۸۹۲ ثبت شد. بولی که کلمه ی سینماتوگراف را با الهامی از یونانی به معنای «نوشتن در حرکت» ساخته و ثبت کرده بود، به خاطر کمبود منابع مالی، نتوانست اختراعش را گسترش داده و هزینه‌های ثبت‌اش را بپردازد؛ بنابراین ناچار شد حقوق اختراع و نام آن را در ۱۸۹۵ به برادران لومیر بفروشد. آن‌ها نیز این نام را بر دستگاهی که عمدتاً به دست خودشان ساخته شده بود، نهادند.
برادران لومیر اولین فیلم شان را در همان سال به نام کارگران در حال خروج از کارخانه لومیر (La Sortie de l'Usine Lumière à Lyon) ساختند. اولین فیلمبرداری عمومی تجاری در تاریخ 20 می 1895 در خیابان 156 بُرودوِی نیویورک وقتی انجام شد که از ایدولوسکوپ اختراع شده توسط وویدویل لتهم و یوگین آگوستین لاوست رونمایی می شد. با این وجود، اکثرا نخستین فیلمبرداری عمومی به اشتباه به اولین نمایش لومیر در 28 دسامبر 1895 نسبت داده می شود. این رویداد در مکان Salon Indien du Grand Café در پاریس توسط برادران لومیر برگزار شد و شامل نمایش ده فیلم کوتاه از جمله نسخه  جدیدی از فیلم کارگران در حال خروج از کارخانه لومیر می شد. هر کدام از این فیلم های ابتدایی 17 متر طول داشتند و وقتی به نمایش در می آمدند، 50 ثانیه به طول می انجامیدند.

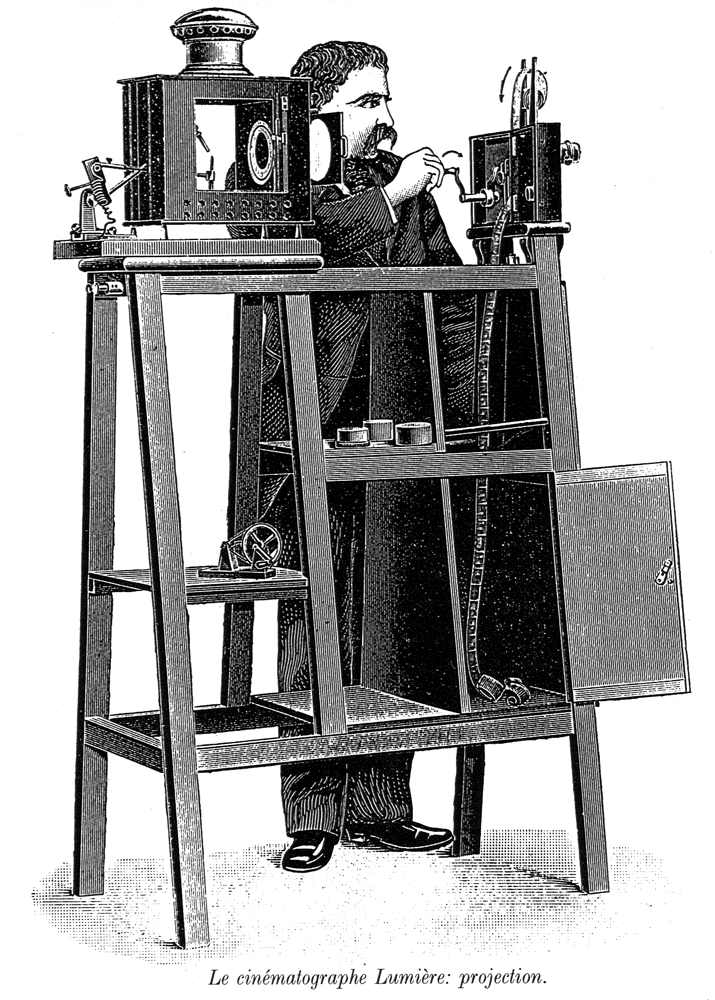
سینماتوگراف لومیر در حال نمایش فیلم

## اختراع

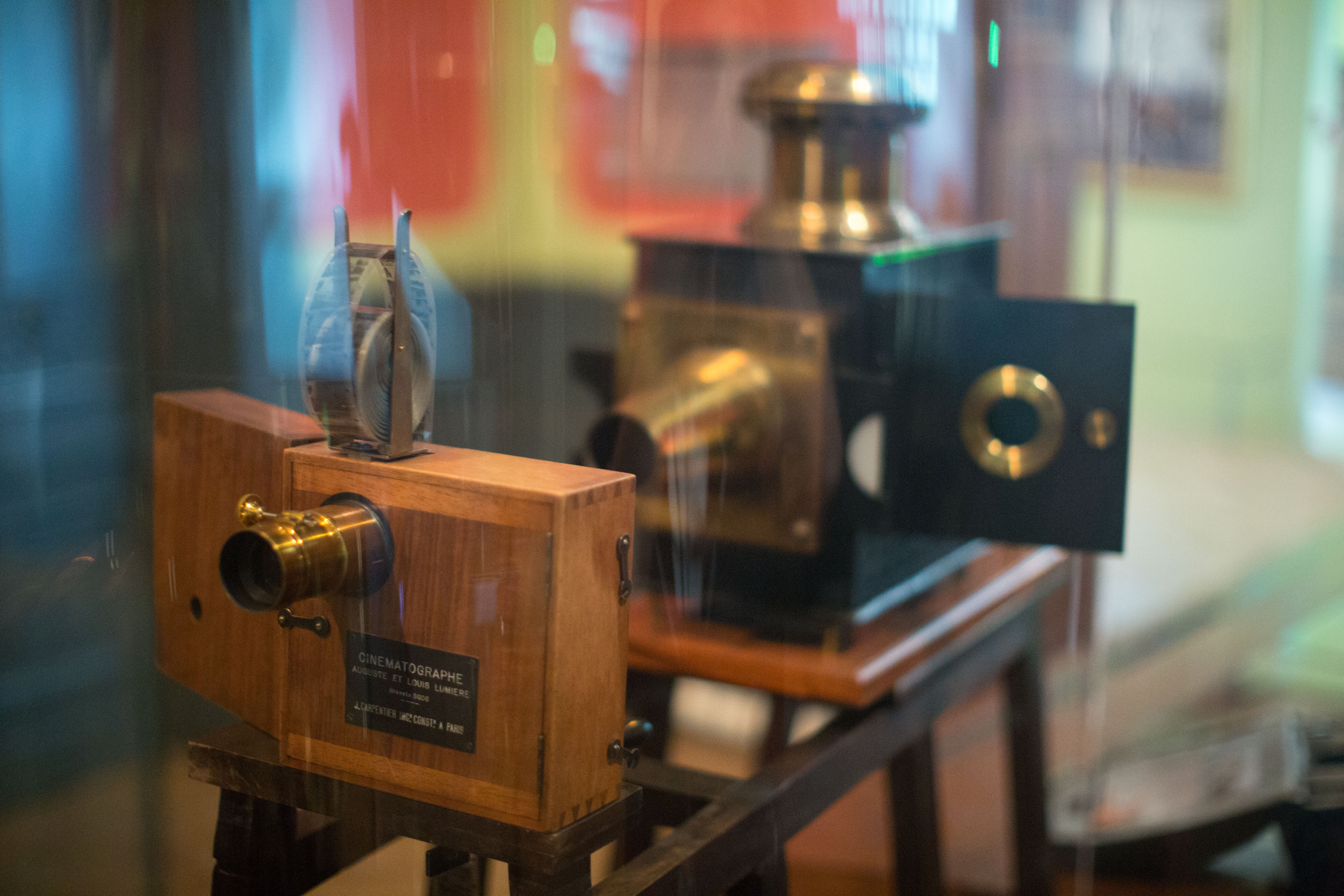
بعضی از ابزار های مورد استفاده در فیلمبرداری

لویی لومیر و برادرش آگوست با هم روی ساخت دوربین فیلمبرداری کار کردند که از کینتوسکوپ توماس ادیسون که اپارات نداشت، بهتر باشد. آن ها تلاش کردند ایرادات کینتوسکوپ و کینتوگراف را رفع کنند تا دستگاهی بسازند که تصاویر واضح تر و روشن تری به دست بدهد. سینماتوگراف لومیر فقط 7.3 کیلوگرم وزن داشت که باعث می شد بتوان راحت تر جا به جایش کرد. همچنین سینماتوگراف با کمک یک محور به صورت دستی کار می کرد در حالیکه دوربین ادیسون با برق کار می کرد که به راحتی قابل جا به جایی نبود. به علاوه با کینتوسکوپ ادیسون فقط یک نفر می توانست تصاویر را مشاهده کند، اما سینماتوگراف می توانست تصاویر را روی پرده ای برای چندین نفر در آنِ واحد نمایش دهد.